# 金槌坊

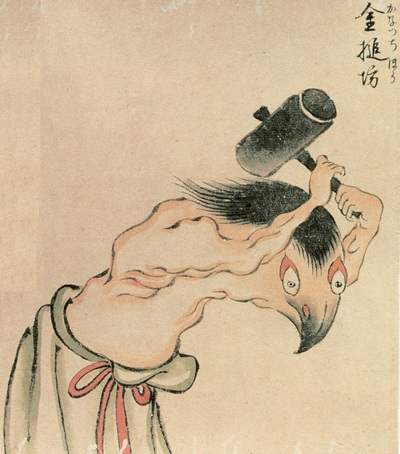
熊本県八代市の松井文庫所蔵品『百鬼夜行絵巻』より「金槌坊」

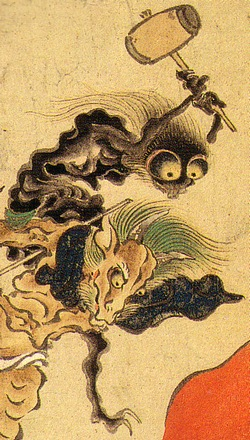
『百鬼夜行絵巻』（真珠庵所蔵）に見られる槌を振り上げている妖怪・蟻であるともされている

金槌坊（かなづちぼう）は、熊本県八代市の松井文庫が所蔵する江戸時代の妖怪絵巻『百鬼夜行絵巻』にある日本の妖怪。

## 概要
鳥のような顔の妖怪が、金槌を振り上げた姿で描かれているが、解説文が一切ないためどのような妖怪かは不明である。
国立歴史民俗博物館所蔵の『化物絵巻』や国際日本文化研究センター所蔵の『化物尽絵巻』にもまったく同様の姿に描かれた妖怪が見られる。こちらは大地打（だいちうち）という名称で描かれている。解説文が一切存在しないのも同様である。
デザイン上のモデルとなったのは、室町時代の『百鬼夜行絵巻』に描かれている槌を振り上げている姿の妖怪であると考えられている。この点は鳥山石燕の妖怪画集『百器徒然袋』に描かれている「槍毛長」にも類似している。

妖怪研究家・多田克己は、用心深い様子を「石橋を叩いて渡る」ということや、頭の上がらない様子を「金槌の川流れ」ということから、臆病なほどに用心に用心を重ねる様子、常に頭が上がらず人の下積みになっている様子を擬人化したもの、もしくは臆病者に取り憑いた用心棒のような存在ではないかとの解釈を示している。

## 槌を振り上げている妖怪
『百鬼夜行絵巻』に描かれている槌を振り上げている妖怪は、真珠庵に所蔵されている作品をはじめ、多くの同じ主題をあつかった絵巻物作品などにその例が見られる。江戸時代の禅宗の僧・白隠の描いた絵巻物『法具変妖図』にも槌を振り上げている妖怪は見られ、本項「金槌坊」の姿に似たくちばしの生えたような顔をして描かれている。いっぽう原拠は不明ながらも、その色彩や姿からウサギ（黒兎）あるいはアリ（黒蟻）の妖怪ではないかとも解説されており、昭和以後の美術書では解説文にそのような記述がなされている事もある。
妖怪評論家・荒俣宏の監修による妖怪フィギュア『陰陽妖怪絵巻』（2002年、造型企画制作・海洋堂、販売・角川書店）に附属されていたカード『陰陽妖怪絵札』ならびにその解説冊子では、この『百鬼夜行絵巻』に描かれている槌を振り上げている妖怪を大蟻の名前で紹介しており、蟻たちは土で蟻塚を作るため、かつては古墳を作るひとびとの信仰対象となっていたが、古墳の風習の衰退につれ信仰を忘れられたことを怨んで化け物になり、人間を槌で無差別に叩き殺し、殺した人間を同様の大蟻の妖怪に生まれ変わらせる妖怪となったと設定している。